# 李廷梧
李廷梧（1470年—16世紀），字仲陽，福建興化府莆田縣人，明朝政治人物。

## 生平
李廷梧是成化四年舉人李長源之子，弘治八年（1495年）中乙卯科福建鄉試第九名舉人，十二年（1499年）成己未科會試第四十三名，三甲九十五名進士，次年（1500年）獲授桐鄉知縣，能決斷案件，下屬不能為奸，又整修學校、平均賦役、改正祀典，四年後在弘治十八年（1505年）陞湖廣道監察御史，曾巡按蘇松等地，正德六年（1511年）陞大理寺右寺丞，次年（1512年）再陞左寺丞，考滿時罷歸。他任官多年，餘暇就著意於文章，閒居後以詩歌自娛，得兵部左侍郎鄭岳重視。

## 家族
曾祖李孟殷；祖李资明；父李長源，南京武學教授。母柳氏。具庆下。

## 引用
1. 1 2  光緒《莆田縣志·卷二十二·人物志》：李廷梧，字仲陽，經術絕工，宏治己未進士，授桐鄉令，吏治精敏仁愛，尤加意農桑，入為監察御史出按蘇松，歷大理寺丞，滿考罷歸。廷梧歷宦多年，案牘暇即肆力於文章，既閒居籃輿烏榜，徜徉山水間為詩歌自娛，晚與諸老結會，超曠閒適之致，時發於篇什，鄭司馬岳尤重之。
2. ↑  光緒《莆田縣志·卷十三·選舉志》：鄉舉……宏治八年乙卯 是科中式三十六人……李廷梧 第九人，字仲陽，長源子，府學，己未進士……進士……宏治十二年己未倫文叙榜……李廷梧 有傳
3. ↑  《明武宗毅皇帝實錄·卷七》：（弘治十八年十一月）庚戌擢行人馬騤、王弘、吳鉞、蕭乾元、蔣瑤，推官房瀛、羅玹、陳鍾，知縣徐禎、文浩、吳堂、馬龍、劉慶、閻睿、翟唐、李廷梧、孫迪、許立、凌相、黃昭道、柳尚義、母恩，學錄王鑑，學正汪正，教諭周廷徵俱試監察御史……廷梧湖廣道……
4. ↑  《明武宗毅皇帝實錄·卷八十二》：（正德六年十二月乙巳）陞大理寺右寺丞吳世忠為左寺丞，監察御史李廷梧為右寺丞。
5. ↑  《明武宗毅皇帝實錄·卷九十》：（正德七年七月）己亥陞太常寺少卿廖紀為本寺卿仍提督四夷館，大理寺右寺丞李廷梧為左寺丞，御史吳堂為大理寺右寺丞。
6. ↑  光緒《桐鄉縣志·卷十·官師志下》：李公廷梧，字仲陽，福建莆田人，進士，宏治十三年知邑事，遇事迎刃立解，吏不能為奸，修學校、平賦役、正祀典、平聽斷，文章政事一時稱美，四年召為監察御史，後陞大理寺丞。 舊志
7. ↑  龚延明主编 (编). . 宁波: 宁波出版社. 2016. ISBN 978-7-5526-2320-8. 《天一閣藏明代科舉錄選刊.登科錄》之《弘治十二年己未科進士登科錄》